# Fernando Marcos
Fernando Marcos (* 1913 in Mexiko-Stadt; † 2000) war ein mexikanischer Fußballspieler, der nach Beendigung seiner aktiven Laufbahn als Schiedsrichter, Trainer und Sportkommentator arbeitete.

## Biografie

### Karriere als Sportler
Marcos begann seine Spielerkarriere in den Nachwuchsmannschaften des FV Germania und wechselte Anfang der 1930er Jahre in die erste Mannschaft des Real Club España, mit dem er 1934 und 1936 die mexikanische Meisterschaft gewann. In seiner letzten Saison 1936/37 spielte er für Españas Erzrivalen Asturias, der in jener Saison die Copa México gewann. 1937 hängte er die Fußballschuhe an den Nagel und war fortan als Schiedsrichter tätig.
1948 begann er seine Trainerkarriere bei Asturias und war später auch bei Marte, Necaxa (mindestens in der Saison 1954/55), Toluca und América tätig. Zwischen März und Mai 1959 betreute er übergangsweise die mexikanische Nationalmannschaft bei drei Freundschaftsspielen, die allesamt gewonnen wurden: zweimal gegen Costa Rica (3:1 und 2:1) und einmal gegen England (2:1). Bereits als Spieler kam er im Rahmen der WM-Qualifikation für die Nationalmannschaft zum Einsatz, als er am 18. März 1934 gegen Kuba sein einziges Länderspiel absolvierte und auch einen Treffer zum 4:1-Sieg seiner Mannschaft beisteuern konnte.

### Karriere als Kommentator
Bereits 1939 war Marcos zum ersten Mal als Radiokommentator im Einsatz, seit 1962 war er auch als Fernsehkommentator aktiv. Während eines belanglosen Spiels der WM 1994 erklärte Marcos seinen Rücktritt als Fernsehmoderator, war aber weiterhin beim Radio und bei der Zeitung El Nacional tätig.
Als Kommentator wirkte er bei verschiedenen Weltmeisterschaften mit. Sein wohl berühmtester Ausspruch stammt aus der WM 1966, als er beim Spiel zwischen Mexiko und Frankreich (1:1) aufgeregt ins Mikrofon brüllte: „Borja, nicht versagen. Nicht versagen! Tor für Mexiko.“